# Bernkastel-Kues
Bernkastel-Kues é um município da Alemanha, localizado no distrito Bernkastel-Wittlich,  no estado de Renânia-Palatinado. É a sede da Verbandsgemeinde Bernkastel-Kues.